# Chongyangfestival
Chongyang(festival) of Chung Yeung Festival is een officiële Chinese Feestdag. Deze feestdag wordt op de 9e dag van de 9e maand van de maankalender gevierd. Tradities in de Chinese cultuur die op deze dag gebeuren zijn de voorouders vereren, vliegeren, bergwandeling maken, ouderen eren en chongyangcake eten. Sinds 1966 wordt in Taiwan op chongyang officieel de vereer-de-ouderendag gevierd.

## Chongyang in de literatuur
| Titel in Traditioneel Chinees | Titel in Vereenvoudigd Chinees | Titel in pinyin                   | Schrijver in Traditioneel Chinees | Schrijver in Vereenvoudigd Chinees | Schrijver in pinyin |
| ----------------------------- | ------------------------------ | --------------------------------- | --------------------------------- | ---------------------------------- | ------------------- |
| 九月九日憶山東兄弟            | 九月九日忆山东兄弟             | jiǔ yuè jiǔ rì yì shān dōng xiōng | 王維                              | 王维                               | Wáng wéi            |

| Tekst in Traditioneel Chinees | Tekst in Vereenvoudigd Chinees | Tekst in Pinyin               |
| ----------------------------- | ------------------------------ | ----------------------------- |
| 獨在異鄉為異客                | 独在异乡为异客                 | dú zài yì xiāng wéi yì kè     |
| 每逢佳節倍思親                | 每逢佳节倍思亲                 | měi féng jiā jié bèi sī qīn   |
| 遙知兄弟登高處                | 遥知兄弟登高处                 | yáo zhī xiōng dì dēng gāo chù |
| 遍插茱萸少一人                | 遍插茱萸少一人                 | biàn chā zhū yú shǎo yì rén   |

### Engelse vertaling
As a lonely stranger in the strange land,
Every holiday the homesickness amplifies.
Knowing that my brothers have reached the peak,
All but one is present at the planting of zhuyu.